# Art Ross Memorial Trophy

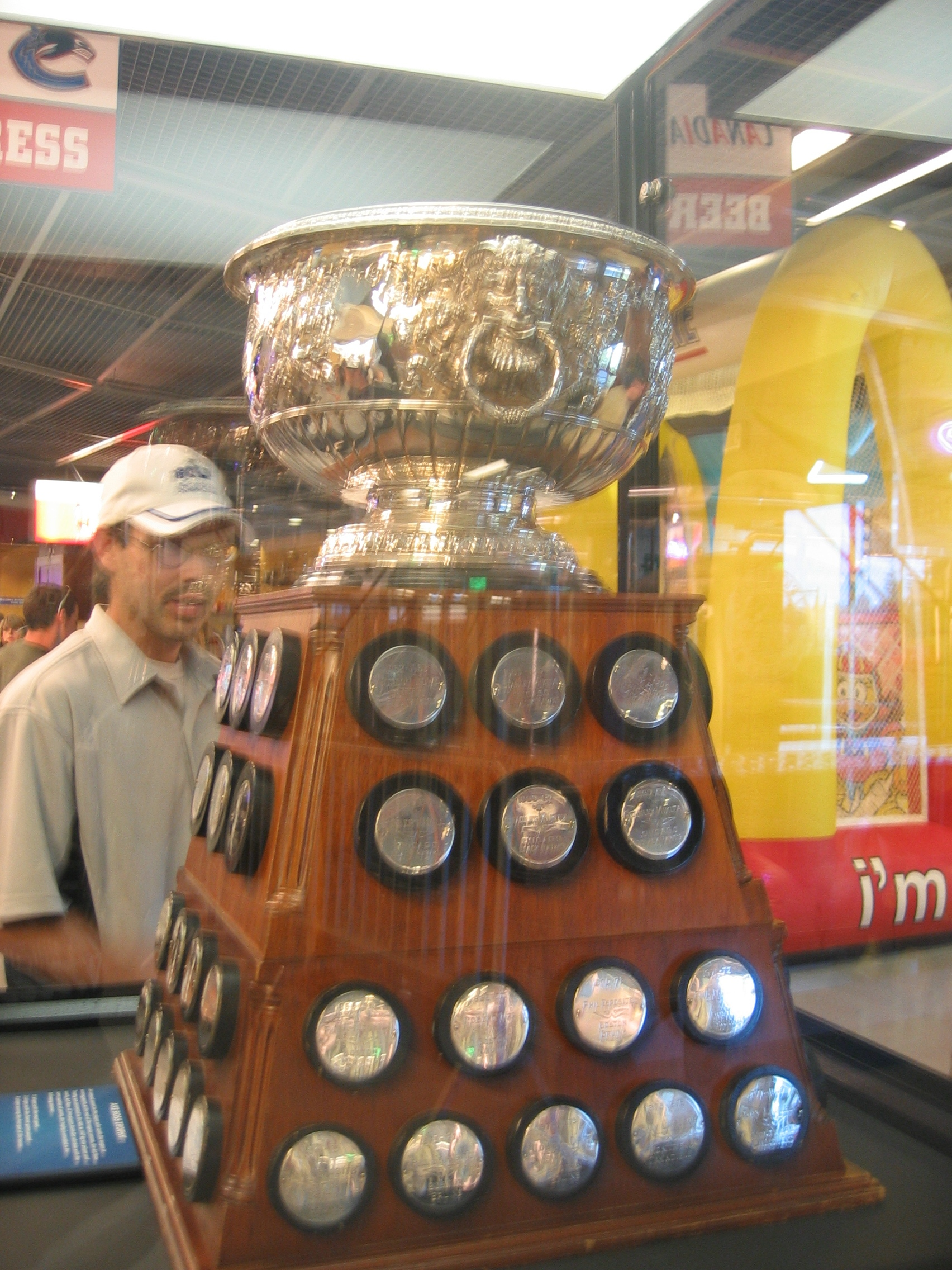
Art Ross Trophy

De Art Ross Memorial Trophy wordt ieder jaar uitgereikt aan de ijshockeyspeler met de meeste punten aan het eind van de reguliere competitie in de National Hockey League. De beker is vernoemd naar Art Ross (1886-1964), een oud-ijshockeyspeler, scheidsrechter, coach en voorzitter.
Als er een gelijke stand is, is de winnaar de speler die de meeste doelpunten heeft gescoord. Als de stand dan nog gelijk is, kijkt de NHL welke speler de minste wedstrijden heeft gespeeld. Als er dan toch nog een gelijkspel tussen twee of meer spelers is, wint de speler die het vroegst in het seizoen heeft gescoord. Bij een dan gelijke stand, krijgen beide spelers dan maar de trofee.
De Art Ross Trophy werd voor het eerst overhandigd in 1948. Sindsdien heeft Wayne Gretzky tien keer de beker gewonnen en is daarmee recordhouder. In 1982 en van 1984 tot 1986 scoorde Gretzky meer dan het verbazingwekkende aantal van 200 punten: maar vijf spelers hebben meer dan slechts 150 punten in één seizoen gehaald: Gretzky, Mario Lemieux,  Phil Esposito,  Steve Yzerman en Connor McDavid. In 1986 scoorde Wayne the Great One 215 punten, een record dat waarschijnlijk nooit meer verbeterd zal worden.
Van 1980 tot 2001 is de prijs verdeeld over slechts drie spelers: Wayne Gretzky, Mario Lemieux en Jaromir Jagr. In 2006 beleefde de Art Ross Trophy een primeur, Joe Thornton is de eerste winnaar die voor meer dan één club uitkwam door een tussentijdse ruil.
Martin St. Louis werd in 2013 op 37-jarige leeftijd de oudste winnaar van Art Ross Trophy in de geschiedenis. Hij verbrak daarmee het vijftig jaar oude record van Gordie Howe, die in 1963 op 34-jarige leeftijd de Art Ross Memorial Trophy won.

## Winnaars
| Seizoen | Winnaar                      | Leeftijd | Team                          | Aantal punten | Aantal wedstrijden | Positie | Aantal gewonnen keren |
| ------- | ---------------------------- | -------- | ----------------------------- | ------------- | ------------------ | ------- | --------------------- |
| 2018    | Connor McDavid               | 21       | Edmonton Oilers               | 108           | 82                 | C       | 2                     |
| 2017    | Connor McDavid               | 20       | Edmonton Oilers               | 100           | 82                 | C       | 1                     |
| 2016    | Patrick Kane                 | 27       | Chicago Blackhawks            | 106           | 82                 | RW      | 1                     |
| 2015    | Jamie Benn                   | 25       | Dallas Stars                  | 87            | 82                 | LW      | 1                     |
| 2014    | Sidney Crosby                | 26       | Pittsburgh Penguins           | 104           | 80                 | C       | 2                     |
| 2013    | Martin St. Louis             | 37       | Tampa Bay Lightning           | 60            | 48 (v/d 48)        | RW      | 2                     |
| 2012    | Evgeni Malkin                | 25       | Pittsburgh Penguins           | 109           | 75                 | C       | 2                     |
| 2011    | Daniel Sedin                 | 30       | Vancouver Canucks             | 104           | 82                 | LW      | 1                     |
| 2010    | Henrik Sedin                 | 29       | Vancouver Canucks             | 112           | 82                 | C       | 1                     |
| 2009    | Evgeni Malkin                | 22       | Pittsburgh Penguins           | 113           | 82                 | C       | 1                     |
| 2008    | Alexander Ovechkin           | 22       | Washington Capitals           | 112           | 82                 | LW      | 1                     |
| 2007    | Sidney Crosby                | 19       | Pittsburgh Penguins           | 120           | 79                 | C       | 1                     |
| 2006    | Joe Thornton                 | 26       | San Jose Sharks/Boston Bruins | 125           | 81                 | C       | 1                     |
| 2005    | Geen winnaar door de staking |          |                               |               |                    |         |                       |
| 2004    | Martin St. Louis             | 28       | Tampa Bay Lightning           | 94            | 82                 | RW      | 1                     |
| 2003    | Peter Forsberg               | 29       | Colorado Avalanche            | 106           | 75                 | C       | 1                     |
| 2002    | Jarome Iginla                | 24       | Calgary Flames                | 96            | 82                 | RW      | 1                     |
| 2001    | Jaromir Jagr                 | 28       | Pittsburgh Penguins           | 121           | 81                 | RW      | 5                     |
| 2000    | Jaromir Jagr                 | 27       | Pittsburgh Penguins           | 96            | 63 (v/d 82)        | RW      | 4                     |
| 1999    | Jaromir Jagr                 | 26       | Pittsburgh Penguins           | 127           | 81                 | RW      | 3                     |
| 1998    | Jaromir Jagr                 | 25       | Pittsburgh Penguins           | 102           | 77                 | RW      | 2                     |
| 1997    | Mario Lemieux                | 31       | Pittsburgh Penguins           | 122           | 76                 | C       | 6                     |
| 1996    | Mario Lemieux                | 30       | Pittsburgh Penguins           | 161           | 70 (v/d 82)        | C       | 5                     |
| 1995    | Jaromir Jagr                 | 22       | Pittsburgh Penguins           | 70            | 48 (v/d 48)        | RW      | 1                     |
| 1994    | Wayne Gretzky                | 33       | Los Angeles Kings             | 130           | 81 (v/d 84)        | C       | 10                    |
| 1993    | Mario Lemieux                | 27       | Pittsburgh Penguins           | 160           | 60 (v/d 84)        | C       | 4                     |
| 1992    | Mario Lemieux                | 26       | Pittsburgh Penguins           | 131           | 64 (v/d 80)        | C       | 3                     |
| 1991    | Wayne Gretzky                | 30       | Los Angeles Kings             | 163           | 78 (v/d 80)        | C       | 9                     |
| 1990    | Wayne Gretzky                | 29       | Los Angeles Kings             | 142           | 73 (v/d 80)        | C       | 8                     |
| 1989    | Mario Lemieux                | 23       | Pittsburgh Penguins           | 199           | 76                 | C       | 2                     |
| 1988    | Mario Lemieux                | 23       | Pittsburgh Penguins           | 168           | 77                 | C       | 1                     |
| 1987    | Wayne Gretzky                | 26       | Edmonton Oilers               | 183           | 79                 | C       | 7                     |
| 1986    | Wayne Gretzky                | 25       | Edmonton Oilers               | 215           | 80                 | C       | 6                     |
| 1985    | Wayne Gretzky                | 24       | Edmonton Oilers               | 208           | 80                 | C       | 5                     |
| 1984    | Wayne Gretzky                | 23       | Edmonton Oilers               | 205           | 74                 | C       | 4                     |
| 1983    | Wayne Gretzky                | 22       | Edmonton Oilers               | 196           | 80                 | C       | 3                     |
| 1982    | Wayne Gretzky                | 21       | Edmonton Oilers               | 212           | 80                 | C       | 2                     |
| 1981    | Wayne Gretzky                | 20       | Edmonton Oilers               | 164           | 80                 | C       | 1                     |
| 1980    | Marcel Dionne                | 28       | Los Angeles Kings             | 137           | 80                 | C       | 1                     |
| 1979    | Bryan Trottier               | 22       | New York Islanders            | 134           | 76                 | C       | 1                     |
| 1978    | Guy Lafleur                  | 26       | Montreal Canadiens            | 132           | 78                 | RW      | 3                     |
| 1977    | Guy Lafleur                  | 25       | Montreal Canadiens            | 136           | 80                 | RW      | 2                     |
| 1976    | Guy Lafleur                  | 24       | Montreal Canadiens            | 125           | 80                 | RW      | 1                     |
| 1975    | Bobby Orr                    | 26       | Boston Bruins                 | 135           | 80                 | D       | 2                     |
| 1974    | Phil Esposito                | 31       | Boston Bruins                 | 145           | 78 (v/d 78)        | C       | 5                     |
| 1973    | Phil Esposito                | 30       | Boston Bruins                 | 130           | 78                 | C       | 4                     |
| 1972    | Phil Esposito                | 29       | Boston Bruins                 | 133           | 76                 | C       | 3                     |
| 1971    | Phil Esposito                | 28       | Boston Bruins                 | 152           | 78                 | C       | 2                     |
| 1970    | Bobby Orr                    | 21       | Boston Bruins                 | 120           | 76 (v/d 76)        | D       | 1                     |
| 1969    | Phil Esposito                | 26       | Boston Bruins                 | 126           | 74 (v/d 76)        | C       | 1                     |
| 1968    | Stan Mikita                  | 27       | Chicago Blackhawks            | 87            | 72 (v/d 74)        | C       | 4                     |
| 1967    | Stan Mikita                  | 26       | Chicago Blackhawks            | 97            | 70 (v/d 70)        | C       | 3                     |
| 1966    | Bobby Hull                   | 27       | Chicago Blackhawks            | 97            | 65                 | LW      | 3                     |
| 1965    | Stan Mikita                  | 24       | Chicago Blackhawks            | 87            | 70                 | C       | 2                     |
| 1964    | Stan Mikita                  | 23       | Chicago Blackhawks            | 89            | 70                 | C       | 1                     |
| 1963    | Gordie Howe                  | 34       | Detroit Red Wings             | 86            | 70                 | RW      | 6                     |
| 1962    | Bobby Hull                   | 23       | Chicago Blackhawks            | 84            | 70                 | LW      | 2                     |
| 1961    | Bernie Geoffrion             | 29       | Montreal Canadiens            | 95            | 64                 | RW      | 2                     |
| 1960    | Bobby Hull                   | 21       | Chicago Blackhawks            | 81            | 70                 | LW      | 1                     |
| 1959    | Dickie Moore                 | 28       | Montreal Canadiens            | 96            | 70                 | LW      | 2                     |
| 1958    | Dickie Moore                 | 27       | Montreal Canadiens            | 84            | 70                 | LW      | 1                     |
| 1957    | Gordie Howe                  | 28       | Detroit Red Wings             | 89            | 70                 | RW      | 5                     |
| 1956    | Jean Béliveau                | 24       | Montreal Canadiens            | 88            | 70                 | C       | 1                     |
| 1955    | Bernie Geoffrion             | 23       | Montreal Canadiens            | 75            | 70                 | RW      | 1                     |
| 1954    | Gordie Howe                  | 25       | Detroit Red Wings             | 81            | 70                 | RW      | 4                     |
| 1953    | Gordie Howe                  | 24       | Detroit Red Wings             | 95            | 70                 | RW      | 3                     |
| 1952    | Gordie Howe                  | 23       | Detroit Red Wings             | 86            | 70                 | RW      | 2                     |
| 1951    | Gordie Howe                  | 22       | Detroit Red Wings             | 86            | 70                 | RW      | 1                     |
| 1950    | Ted Lindsay                  | 24       | Detroit Red Wings             | 78            | 69                 | LW      | 1                     |
| 1949    | Roy Conacher                 | 32       | Chicago Blackhawks            | 68            | 60 (v/d 60)        | LW      | 1                     |
| 1948    | Elmer Lach                   | 30       | Montreal Canadiens            | 61            | 60 (v/d 60)        | C       | 1                     |

## Recordhouders
- Wayne Gretzky, Edmonton Oilers, Los Angeles Kings - 10
- Mario Lemieux, Pittsburgh Penguins - 6
- Gordie Howe, Detroit Red Wings - 6
- Jaromir Jagr, Pittsburgh Penguins - 5
- Phil Esposito, Boston Bruins - 5

Eastern Conference
Western Conference
Stanley Cup · Clarence S. Campbell Bowl · Prince of Wales Trophy · Presidents' Trophy · Hart Memorial Trophy · Lester B. Pearson Award · Conn Smythe Trophy · Art Ross Memorial Trophy · Maurice Richard Trophy · Calder Memorial Trophy · James Norris Memorial Trophy · Frank J. Selke Trophy · NHL plus/minus Award · Bill Masterton Memorial Trophy · Lady Byng Memorial Trophy · King Clancy Memorial Trophy · Mark Messier Leadership Award · Vezina Trophy · Roger Crozier Saving Grace Award · William M. Jennings Trophy · Jack Adams Award · Lester Patrick Trophy